# Collmorter
Collmorter es una entidad de población española del municipio de Castell de Mur, perteneciente a la provincia de Lérida, en la comunidad autónoma de Cataluña.

## Toponimia
El lugar puede aparecer referido con las grafías «Collmorter» y «Collmorté».

## Historia
Hacia mediados del siglo XIX, el lugar pertenecía al municipio de Mur. Aparece descrito en el sexto volumen del Diccionario geográfico-estadístico-histórico de España y sus posesiones de Ultramar de Pascual Madoz con las siguientes palabras:

COLLMORTÉ: cas. en la prov. de Lérida, part. jud., térm. y juris. de Mur. (V.)
(Madoz, 1847, p. 545)

En esa misma obra, en la entrada correspondiente a Mur, se dice que Collmorter, situado al este, contaba por entonces con cuatro casas. El municipio de Mur desapareció en 1971 y Collmorter, con el resto del término municipal, se incorporó al de Castell de Mur. En 2023, la entidad singular de población tenía empadronados ocho habitantes y el núcleo de población, una.